# Лазанки
Ла́занки — мучное блюдо, распространённое в традиционной кухне поляков, литовцев, белорусов, украинцев. Рецепт появился в XVI веке в результате славянизации итальянской пасты. Название блюда происходит от итал. lasagna — «лазанья».
Для лазанок круто замешивали тесто из пшеничной, ржаной или гречневой муки, тонко раскатывали, резали на кусочки (квадраты или треугольники), варили, процеживали или вынимали ложкой, заливали салом, постным маслом с луком или сметаной, в пост посыпали тёртым маком, толчёным конопляным семенем, размятыми ягодами.
Запечённые лазанки называются ламанцами.